# Isla de Montecristo
La isla de Montecristo es una pequeña isla (10,39 km²) perteneciente a Italia que forma parte del archipiélago Toscano. Está situado a medio camino de Córcega e Italia continental, al sur del isla de Elba y al oeste de Giglio. La isla es conocida por aparecer en la novela de Alejandro Dumas, El conde de Montecristo, aunque las descripciones no coinciden con la topografía real.
La isla está deshabitada. El gobierno italiano la ha catalogado como reserva natural de caza y sólo es accesible en una embarcación privada y con permiso. No hay construcciones en la isla, salvo las ruinas de un monasterio del siglo XIII destruido por piratas en 1553.

## En literatura
En la obra El conde de Montecristo de Alejandro Dumas, el tesoro del cardenal Enrique Spada, está oculto en una cueva de la isla, y es encontrado por Edmond Dantés quien con la riqueza que obtiene empieza a planear su venganza, luego de su injusto encarcelamiento en el castillo de If.

## Galería de imágenes

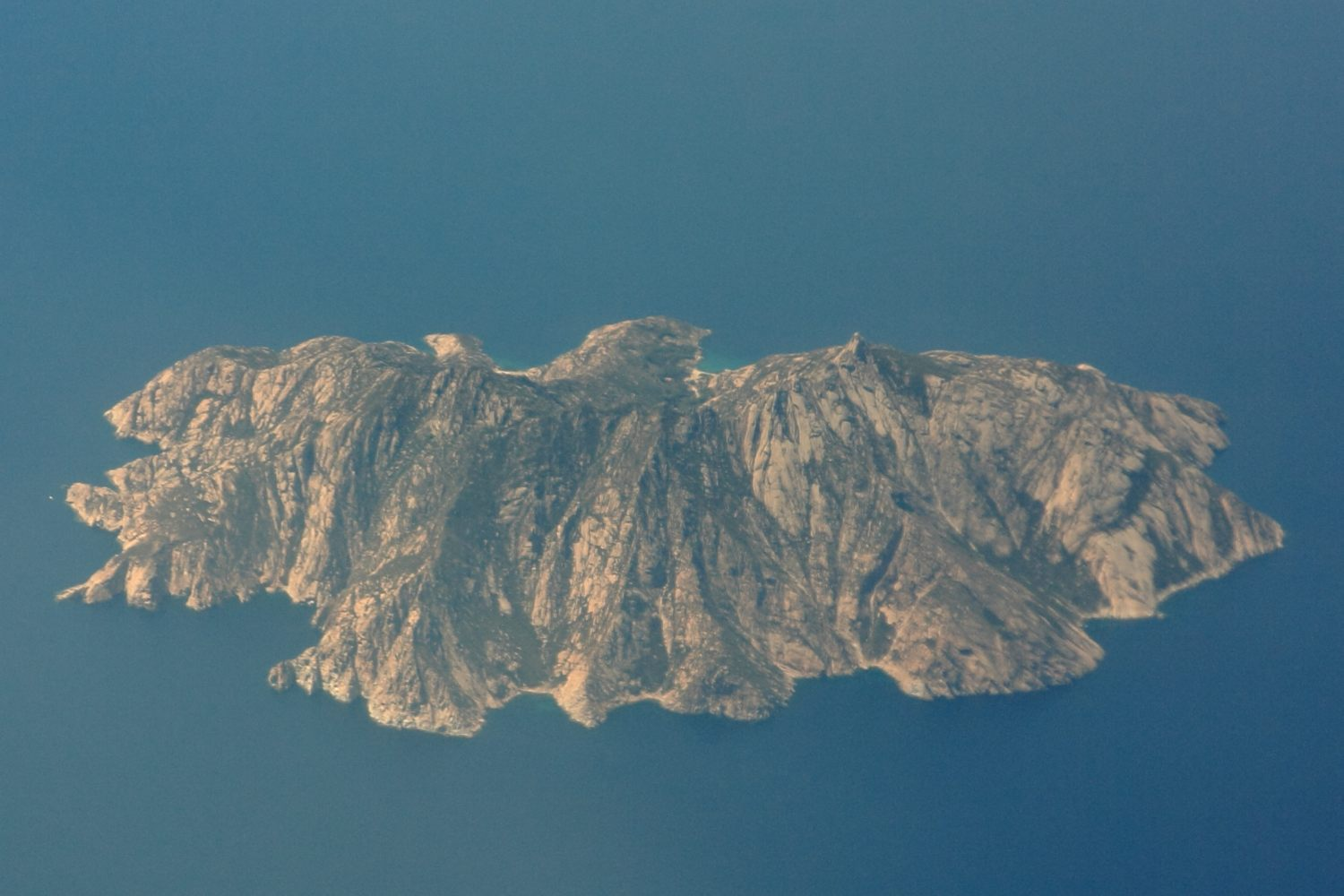
Aérea de la isla.
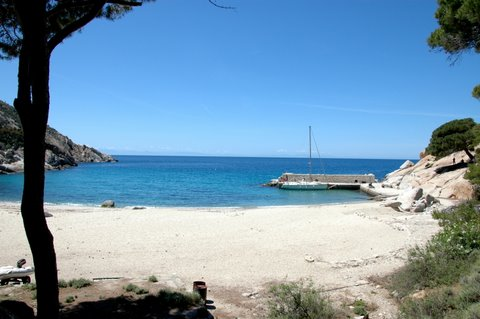
Cala Maestra
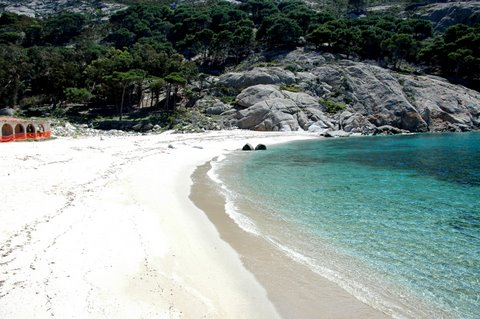
Cala Maestra
Cala Maestra
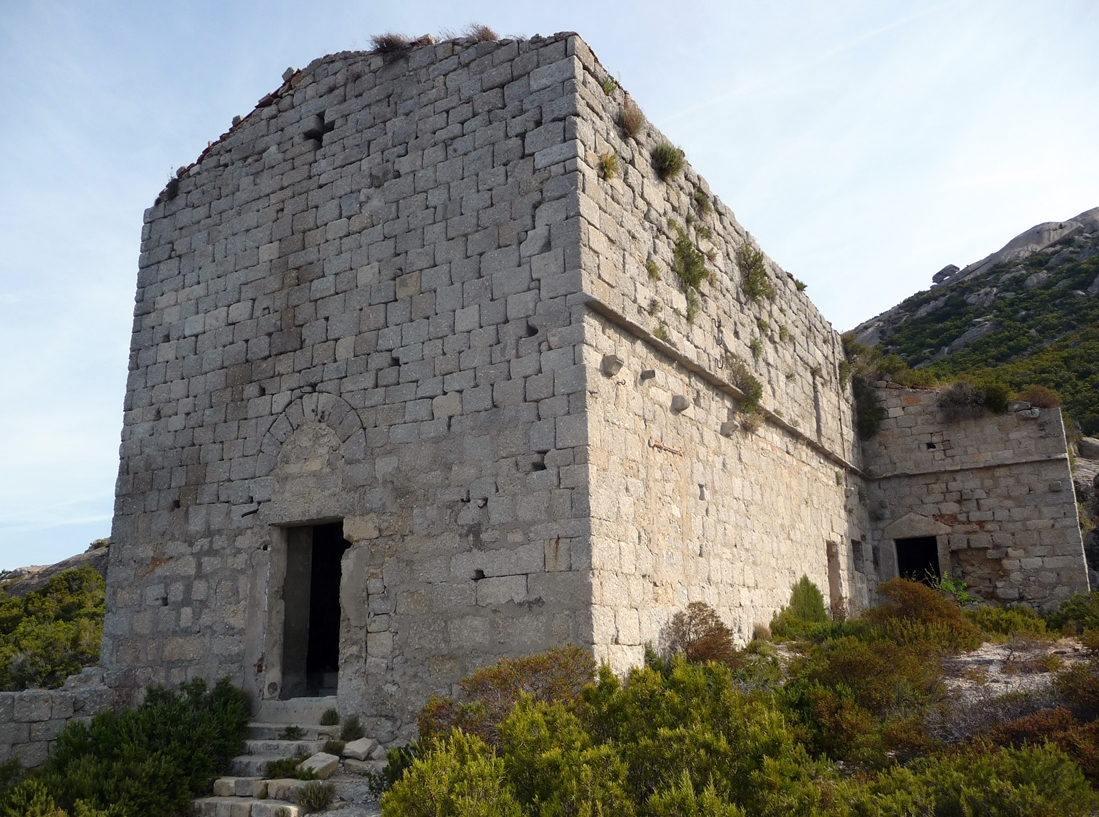
Monasterio
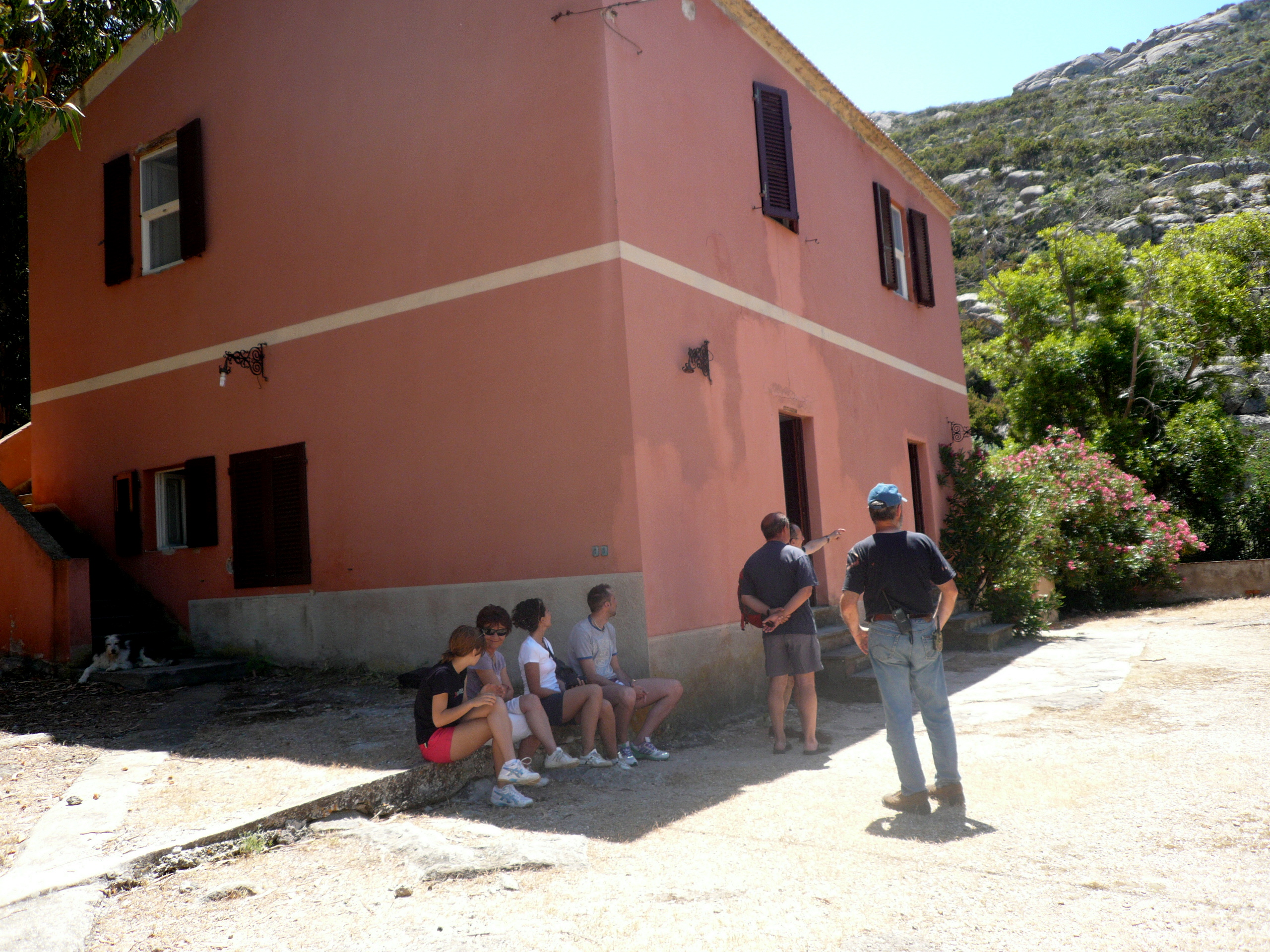
Museo
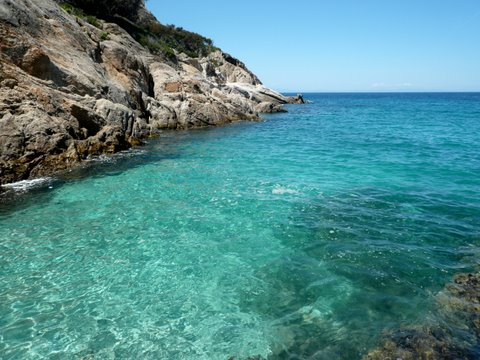
Playa
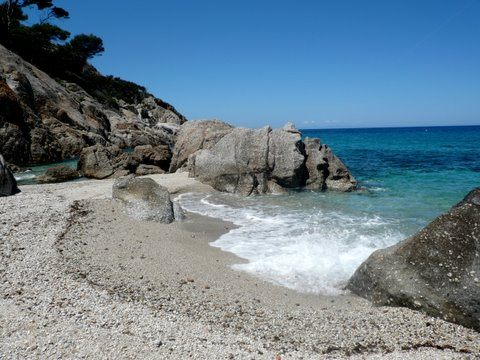
Cala Maestra
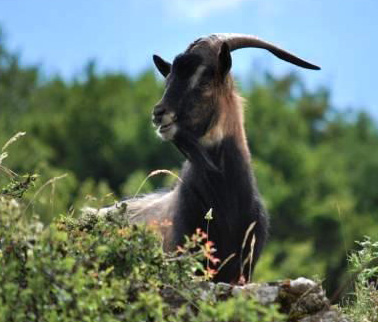
Cabra de Montecristo